# NPa Maracanã (P-72)
O NPa Maracanã (P-72) é um navio-patrulha da Marinha do Brasil, da Classe Macaé, comissionada em 2 de dezembro de 2022.

## História
Foi ordenado em 25 de setembro de 2009 como parte do 2º lote composto por quatro unidades da classe Macaé. Teve sua construção iniciada pelo estaleiro EISA - Estaleiro Ilha S/A, no Rio de Janeiro, seguindo o projeto da CNM, da França. Teve sua quilha batida em 25 de novembro de 2009, a entrega estava prevista para 2014.
Crise no estaleiro
O estaleiro iniciou a construção do navio, mas devido a má gestões e escândalos de corrupção, entrou em crise. Em 2015 o estaleiro EISA encerrou suas operações demitindo todos seus funcionários e parando todas as construções.
Após uma batalha judicial, a Marinha recuperou os dois cascos dos navios (NPa Maracanã P-72 e NPa Mangaratiba P-75).
Concorrência para trasporte do casco
No inicio do ano de 2017 a Marinha do Brasil lançou uma concorrência para a contratação de empresa especializada na execução dos serviços de remoção e transporte, por via marítima, do casco EI-515 parcialmente construído (futuro Navio Patrulha (NPa) Maracanã) do Estaleiro Ilha S.A. (EISA), com entrega no Arsenal de Marinha do Rio de Janeiro (AMRJ). Tenso como proposta vencedora a da Tranship Transportes Marítimos Ltda, com o preço global de R$ 2.447.500,00 pelo serviço. A outra proposta era da Locar Guindastes e Transportes Intermodais S.A., que apresentou o preço de R$ 2.735.457,00.
O casco do Npa Maracanã foi transferido para o Arsenal da Marinha do Rio de Janeiro (AMRJ) no dia 27 de novembro de 2017, após uma operação de traslado por via marítima que foi iniciada com o trabalho de “Load out” do casco que se encontrava em galpão de construção do EISA. O traslado teve a duração de cinco dias.
Retomada da construção
No dia 06 de fevereiro de 2020, a GHENVOA assinou um contrato com a Marinha do Brasil pelo valor de R$6,4 milhões, com duração prevista de um ano e possibilidade de renovação por quatro anos adicionais. O contrato é um acordo marco, espécie de contrato guarda-chuva, que abrange trabalhos de engenharia de detalhamento para construção, reparos e modernização dos meios navais da Marinha, e a demanda inicial deve ser a finalização dos navios patrulhas (NaPa) Maracanã e Mangaratiba, cuja construção estava interrompida até então. Na assinatura do contrato, que tomou lugar no Arsenal de Marinha do Rio de Janeiro, estiveram presentes o Contra-Almirante Diretor do AMRJ e os Comandantes que participarão da gerência do contrato, bem como o Diretor Geral Corporativo da GHENOVA, Raul Arévalo, e o Country Manager da filial brasileira, Frederico Cupello.
Entrega
No dia 02 de dezembro de 2022, marcando a retomada da construção naval pelo Arsenal de Marinha Do Rio de janeiro, foi entre ao setor operativo o Navio- Patrulha (NPa) "Maracanã". Em uma cerimônia que contou com a presença do Comandante da Marinha, Almirante de Esquadra Almir Garnier Santos, do Ministro da Ciência, Tecnologia e Inovação, Paulo Alvim, do ex-Ministro da Marinha, AE Mauro César Rodrigues Pereira e dos ex-Comandantes da Marinha, AE Julio Soares de Moura Neto, AE Eduardo Bacellar Leal Ferreira e AE Ilques Barbosa Jr, coube a Sra. Selma Foligne Crespio de Pinho, a honra de ser a madrinha do navio.

## Construção
O NPa Maracanã (P-72), foi construído pelo Arsenal de Marinha do Rio de Janeiro (AMRJ) é o terceiro de uma nova classe de navios-patrulha, seu projeto foi baseado no navio-patrulha Classe Vigilante, de origem francesa, aperfeiçoado no Brasil, agregando modernos sistemas nacionais em sua estrutura, como o Sistema de Controle e Monitoramento de Máquinas (SCM) e o Terminal Tático Inteligente (TTI).

## Origem do nome
A origem do nome Maracanã vem do tupi-guarani que significa “semelhante a um chocalho”.

## Missão
Tem por tarefas atuar na fiscalização das Águas Jurisdicionais Brasileiras (AJB), desenvolvendo atividades de patrulha naval, inspeção naval, salvaguarda da vida humana no mar, fiscalização de poluição marítima e proteção dos campos de petróleo no mar, além de contribuir para a segurança do tráfego marítimo nacional.

## Características
Características gerais
- Comprimento total: 55,6 m
- Boca máxima: 8 m
- Calado máximo: 2,5 m
- Deslocamento: 425 t
- Sistema de propulsão: 2 MCP MTU 16V 4000 M90
- Geração de energia: 3 Grupos diesel-geradores MTU
- Velocidade máxima: 21 nós
- Raio de ação a 15 nós: 2.500 MN

Sensores
- Sistema de Navegação Sperry Marine Vision-Master, integrando display eletrônico de navegação o sistema de informação da Sperry Marine, giroscópios, ecobatímetros, radares de navegação, controles, gravadores de missão e outros sensores e subsistemas, formando uma solução completa para planejamento de rotas, navegação e pilotagem; radar de navegação Sperry Marine Vision Master FT-250.

Armamento
- 01 Canhão 40mm L70 (AOS) e 02 Metralhadoras 20mm GAM B01-2

- Autonomia: 10 dias
- Tripulação: 35 5 oficiais e 35 praças